# Jahfarr Wilnis
Jahfarr Wilnis (n. 26 februarie 1986) este un kickboxer surinamez-neerlandez, locul 10 în lume la categoria grea, după CombatPress.com (1 octombrie 2017).

## Legături externe
- Profil la Glory World Series